# Piotr Chwaliński
Piotr Chwaliński (ur. 15 marca 1889 w Krzyworzece, zm. 10 stycznia 1958 w Warszawie) – polski rolnik i samorządowiec, poseł na Sejm I i II kadencji (1922–1930) oraz na Sejm Ustawodawczy (1947–1950).

## Życiorys
Urodził się w rodzinie rolniczej jako syn Andrzeja i Józefy. Ukończył szkołę ludową w Krzyworzece. W 1904 wyemigrował do Niemiec, gdzie był zatrudniony w charakterze robotnika i strażnika przy budowie dróg i kolei. Pracował również w Niderlandach. Po powrocie do Wielkopolski w 1914 objął funkcję sołtysa rodzinnej miejscowości. Jako samorządowiec zasłużył się m.in. powołaniem do życia spółdzielni zajmującej się pszczelarstwem. Za jego kadencji powstała we wsi biblioteka. W czasie I wojny światowej zmobilizowany do armii, służył w 48 Pułku Piechoty. 
Był aktywnym działaczem PSL „Wyzwolenie”. W 1919 znalazł się w PSL „Piast”, jednak opuścił jego szeregi w 1923, wstępując do Polskiego Związku Ludowców, który w 1924 współtworzył Związek Chłopski. Od 1926 należał do Stronnictwa Chłopskiego. W 1927 ponownie w szeregach „Piasta”, a od 1931 w Stronnictwie Ludowym. Był prezesem zarządu powiatowego SL w Wieluniu (1931–1939). Zasiadał w Sejmie I i II kadencji (reprezentując okręg Kalisz). 
Był delegatem Powiatowej Delegatury Rządu Wieluń, aresztowany 4 października 1943. Więziony w niemieckich obozach koncentracyjnych Auschwitz-Birkenau, Sachsenhausen, Bergen-Belsen i Dachau. 
Po wyzwoleniu pełnił obowiązki prezesa powiatowego PSL w Wieluniu. W latach 1946–1949 zasiadał w Radzie Naczelnej Stronnictwa. W 1947 został wybrany na posła na Sejm Ustawodawczy w okręgu Pabianice. W maju 1949 został wykluczony z PSL, jednak w tym samym roku został członkiem ZSL. W październiku 1950 zrezygnował z mandatu posła.